# 오리스타노도
오리스타노도(이탈리아어: Provincia di Oristano)은 이탈리아 사르데냐주의 도이다. 도청 소재지는 오리스타노이다. 면적은 3,040 km2, 인구는 167,971(2001)이다.